# Llau de Pleta Torrent
La llau de Pleta Torrent és una llau del terme de Conca de Dalt, al Pallars Jussà, dins de l'antic terme d'Hortoneda de la Conca, en l'àmbit de l'antic poble d'Herba-savina.
S'origina en el paratge dels Cóms, a ponent de l'extrem nord del Serrat Blanc, un contrafort de l'extrem sud-occidental de la Serra de Boumort. Des d'aquest lloc davalla cap al sud-oest de forma paral·lela al Serrat Blanc, travessa el paratge d'Enquitllar, i a les Solanes del Pla del Tro s'ajunta amb la llau de la Pleta de les Barres per tal de formar el barranc de la Malallau.